# Diocese de Temuco
A Diocese de Temuco (em latim: Dioecesis Temucensis) é uma diocese localizada na cidade de Temuco, pertencente a Arquidiocese de Concepción no Chile. Foi fundada em 1908 pelo Papa Pio X. Originalmente foi estabelecido como sendo Missão sui iuris de Temuco, sendo elevada à condição de diocese em 18 de outubro de 1925. Com uma população católica de 411.000 habitantes, sendo 64,0% da população total, possui 37 paróquias com dados de 2015.

## História
A Diocese de Temuco foi criada em 1908 pelo Papa Pio X. Originalmente foi denominada como sendo Missão sui iuris de Temuco, sendo elevada à condição de diocese em 18 de outubro de 1925 com o nome de Diocese de Temuco. Em 1959 perde território para a criação da Diocese de Santa María de Los Ángeles. 

## Prelados
A seguir uma lista de bispos desde a criação da Missão sui iuris em 1908. Em 1925 foi elevada à condição de diocese. 
|                                             | Nome                                      | Período   | Notas                                                  |
| Bispo                                       | Bispo                                     | Bispo     | Bispo                                                  |
| ------------------------------------------- | ----------------------------------------- | --------- | ------------------------------------------------------ |
| 10                                          | Jorge Enrique Concha Cayuqueo, O.F.M.     | 2023-     | Atual                                                  |
| 9º                                          | Héctor Eduardo Vargas Bastidas            | 2013-2022 | Faleceu                                                |
| 8º                                          | Manuel Camilo Vial Risopatrón             | 2001-2013 |                                                        |
| 7º                                          | Sergio Otoniel Contreras Navia            | 1977-2001 |                                                        |
| 6º                                          | Bernardino Piñera Carvallo                | 1960-1977 | Renunciou, nomeado arcebispo de La Serena em 1983      |
| 5º                                          | Alejandro Menchaca Lira                   | 1941-1960 |                                                        |
| 4º                                          | Augusto Osvaldo Salinas Fuenzalida, SS.CC | 1939-1941 | Nomeado bispo auxiliar de Santiago do Chile            |
| 3º                                          | Alfredo Silva Santiago                    | 1935-1939 | Nomeado bispo de Concepción, futuro arcebispo do mesmo |
| 2º                                          | Prudencio Contardo Ibarra, C.Ss.R         | 1925-1934 | Foi vigário geral e bispo titular aqui, 1920-1925      |
| 1º                                          | Ricardo Sepúlveda Hermosilla              | 1908-1919 | Administrador apostólico                               |
| Bispos auxiliares                           |                                           |           |                                                        |
| 1º                                          | Jorge Maria Hourton Poisson               | 1992-2001 |                                                        |
| Padres dessa diocese que se tornaram bispos |                                           |           |                                                        |
| 1º                                          | Ricardo Sepúlveda Hermosilla              |           | Sacerdote da diocese de Concepción em 1908             |